# Pharnabaze Ier (Ibérie)

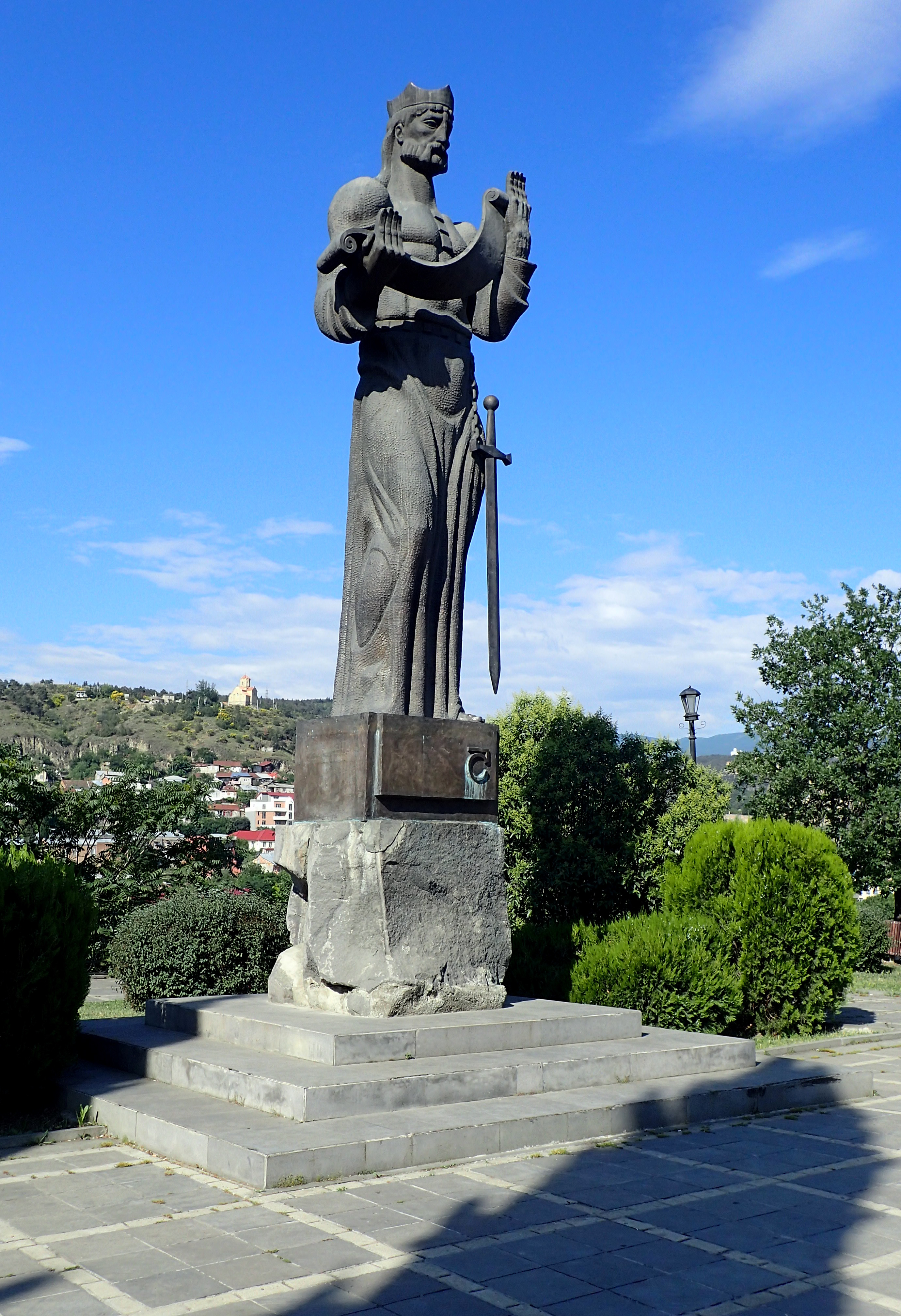
Statue contemporaine du roi Pharnabaze sur l'avenue Ketevan Tsamebul, à Tbilissi en Géorgie.

Pour les articles homonymes, voir Pharnabaze.
Pharnabaze Ier ou P'arnavaz Ier est le fondateur et le premier monarque légendaire du royaume d'Ibérie, censé avoir régné au début du IIIe siècle avant notre ère, de 299 à 234 av. J.-C. selon Cyrille Toumanoff.

## Vie légendaire
La figure de P'arnavaz est connue à travers deux sources : la première Liste Royale contenue dans le corpus de la Conversion du Kartli (Mok'c'evay K'art'lisay) et un récit plus étoffé livré dans la chronique de la Vie des Rois du Kartli au sein de la compilation de la Vie du Kartli (K'art'lis C'xovreba). Amalgamant traditions orales, emprunts à des sources littéraires et vestiges archivistiques, ces sources géorgiennes rédigées au cours de l'époque bagratide délivrent un récit des origines de la monarchie ibère largement romancé et dont l'historicité demeure fort improbable.

### Nom
Le nom de Pharnabaze est issu du moyen iranien *Farna-vazd et du vieil iranien *farnah-vazdah, qui donna aussi les formes *Artavazd en moyen iranien, en arménien Artawazd (Արտաւազդ), en grec Artabasdos (Ἀρταβάσδος). L’étymologie de ce nom se rattache au vieux-perse *arta-vazdah et à l’avestique ašavazdah-, « celui qui promeut la droiture », ainsi qu’à l’indo-iranien *parHnas, « souveraineté », « contrôle », « abondance ». P’arnavaz signifierait donc "celui qui promeut le farnah", c’est-à-dire la gloire auréolant les souverains légitimes. Ce nom se lit sous diverses formes dans les sources littéraires : en arménien P‘arnawaz (Փառնաւազ) ; en grec Pharnabazos (Φαρνάβαζος), le géorgien P’arnavaz (ფარნავაზ) pouvant être une forme plus tardive de *P’arnavazd.

### Origines familiales et enfance
Selon la légende livrée dans le K'art'lis C'xovreba, P'arnavaz serait le descendant de l'ethnarque Karthlos, fils de Togarma, et duquel viendrait le toponyme du Kartli, appelée Ibérie par les Grecs et les Romains. La généalogie du chapitre 10 de la Genèse présente Togarma comme le fils de Gomère, l'aîné des fils de Japhet, fils de Noé.
Le nom du père de P'arnavaz est inconnu. La chronique de la Vie des Rois du Kartli précise qu'il est le frère de Samari, mamasaxlisi (littéralement "père de maison") de Mtskheta. La mère de P'arnavaz est quant à elle présentée comme une femme perse, originaire de la ville d'Ispahan. Samari est tué avec son frère, le père de P'arnavaz, lors de l'invasion (fictive) de la Géorgie orientale par Alexandre le Grand. La mère de P'arnavaz s'enfuit alors dans le Caucase avec son fils âgé de trois ans, pour l'élever en sûreté.

### Signes prémonitoires et conquête du pouvoir
Devenu adulte, P'arnavaz revient dans sa patrie à Mtskheta. Ses talents de chasseur le font remarquer par Azon, présenté par la Vie des Rois comme un prince du Kartli installé comme régent du Kartli par Alexandre le Grand. La mère de P'arnavaz prévient son fils du danger, et lui enjoint de s'exiler pour gagner Ispahan.
Avant son départ, P'arnavaz fait un rêve, où un rayon de soleil le saisit pour l’emmener hors de la maison où il se tenait. Dans ce songe, il essuie la rosée de la face de l’astre solaire qui s’était penché sur lui, pour l’enduire sur son propre visage, signe annonciateur de sa destinée royale.
Au cours d'une chasse dans la plaine de Diğomi, dans les environs de l'actuelle ville de Tbilissi, P’arnavaz tua un daim qui expira au pied d’un escarpement. Une pluie violente survint alors et contraignit le chasseur à chercher abri dans une grotte, où il découvrit un fabuleux trésor.
Encouragé par ces signes et muni de cette fortune, P'arnavaz entreprend de conquérir le trône du K'art'li. Il passe alliance avec le prince K’uǰi, qui reconnaît sa légitimité royale. Assisté par des forces envoyées par les Leks, les Ossètes et la région d'Egrisi, et après avoir obtenu le ralliement d'un millier de cavaliers romains à la solde d'Azon, P'arnavaz parvint à s'emparer de Mtskheta, ayant contraint le régent installé par les Macédoniens à se replier dans la région du Klarǰet'i.
Toujours d'après la Vie des Rois, vers le début de son règne, P'arnavaz aurait passé alliance avec le "roi d'Asurastan" Antiochos (désignant de manière générique un souverain séleucide non identifié), qui lui aurait délivré les insignes du pouvoir royal sur le Kartli, en échange de sa soumission aux Séleucides. Antiochos aurait enjoint les princes arméniens à soutenir P'arnavaz, ce qui permit à ce dernier de remporter une bataille décisive contre Azon dans la région d'Artan et d'établir durablement son pouvoir.

### Règne
La Vie des Rois allègue que P'arnavaz serait devenu roi à l'âge de 27 ans et qu'il aurait régné durant 65 ans. Une fois devenu roi, P'arnavaz récompense ses alliés en mariant sa sœur au roi des Ossètes et en confiant le gouvernement d'un territoire en Colchide à K’uǰi. Lui-même épousa une femme issue du peuple caucasien des Durżuks. Plusieurs décisions fondatrices dans le domaine des institutions du royaume k'art'vélien sont attribuées à P'arnavaz au sein du K'art'lis C'xovreba.

#### L'instauration deserist'avniet duspaspeti
La chronique de la Vie des Rois avance que P'arnavaz établit huit princes erist'avni (littéralement "têtes du peuple") et un chef de l'armée appelé spaspeti, en se basant sur un modèle iranien.

#### Le culte d'Armaz
À l'instar de son prédécesseur Azon qui aurait instauré le culte des divinités Gac'i et Gaïm, P'arnavaz fonde un culte autour du dieu Armaz, qui donna son nom à la citadelle d'Armazc'ixe, à Mtskheta, là où sa statue aurait été érigée. Cet Armaz peut être identifié à une forme caucasienne de la divinité suprême du mazdéisme, Ahura Mazda.

#### L'alphabet géorgien
Pour un article plus général, voir Alphabet géorgien.
L'origine de l'écriture géorgienne a fait l'objet de discussions et de débats nourris. L'assertion faite par la chronique de la Vie des Rois attribuant au roi P'arnavaz l'invention de la première forme d'écriture géorgienne ne doit pas être considérée comme véridique. En effet, on ne possède pas de témoignage portant sur une forme d'écriture géorgienne antérieure au Ve siècle de notre ère.

### Culte héroïque et mémoire de Pharnabaze au temps des Mihranides
La Vie des Rois relate qu'au IVe siècle, le roi Mirian fit embellir la tombe de P'arnavaz, suggérant qu'un culte était rendu à cette figure fondatrice de la royauté d'Ibérie-Kartli. Le lieu d'inhumation de P'arnavaz se situerait, d'après la notice de la même chronique consacrée à ce roi, "devant l'idole Armaz", visiblement celle qui était installée sur l'acropole d'Armazi, l'actuelle colline de Baginet'i à Mtskheta, bien qu'aucune trace de cette statue comme du tombeau n'ait été retrouvée à ce jour. Ce même Mirian aurait épousé en premières noces la princesse Abešura, fille du roi Asp'agur et dernière représentante de la dynastie pharnabazide descendant de P'arnavaz. La dynastie mihranide construisit ainsi sa légitimité en récupérant l'héritage politique et symbolique de ce fondateur mythifié.